# (464231) 2015 BQ348
(464231) 2015 BQ348 es un asteroide perteneciente al cinturón de asteroides, descubierto el 18 de enero de 2005 por el equipo Spacewatch desde el Observatorio Nacional de Kitt Peak (Arizona, Estados Unidos).